# Monosyllabizität
Ein aus nur einer Silbe bestehendes Lexem heißt monosyllabisches Lexem.  Monosyllabizität (griech. μονο- (mono-) 'ein-', συλλαβη (syllabe) 'Silbe') ist das Kennzeichen mancher Sprachen. So bestehen einige sinotibetische Sprachen in der Hauptsache nur aus monosyllabischen Lexemen und werden deshalb monosyllabische Sprachen genannt.